# Pentagraphène
Le pentagraphène est un matériau bidimensionnel cristallin, une forme allotropique du carbone, selon un maillage pentagonal isoédrique analogue au pavage du Caire.

## Découverte
En 2015, un groupe de chercheurs japonais, chinois et de la Virginia Commonwealth University aux États-Unis publie leur découverte de cette nouvelle forme allotrope du carbone très prometteuse dans la revue PNAS.

## Propriétés
Les propriétés physiques et chimiques de ce nouvel allotrope (il serait chimiquement stable jusqu'à 1 000 K et plus résistant mécaniquement que le graphène) sont pour le moment totalement théoriques puisqu’elles sont de simples prédictions issues de la modélisation numérique.